# ムカデガイ科
ムカデガイ科（Vermetidae）は巻いた管状の貝殻を持つ軟体動物で、岩に固着して生活し、腹足で歩行はしないが腹足類に分類される。磯で見かけるオオヘビガイが本科に含まれ、環形動物のカンザシゴカイ類や、ミミズガイ科、キリガイダマシ科とは別のグループである。蓋を持つ属と持たない属がある。

## 外観
いずれも不規則に巻いた管状の貝殻を持ち、殻口は円形で直径1mmから約2cm程度。細く巻いた螺管をもつムカデガイ属は軟体部も細長い。フタモチヘビガイ属など蓋を持つ属が多い。蓋の形状はさまざまで、内側へ円錐形に凹んだもの、凹んだ中央から乳頭状の突起が出るもの、外側に渦巻きの層が密に巻かれたものなど、属や種を判別するのに役立つ。オオヘビガイ属は螺管が太く、蓋はもたない。螺管が太い属は、軟体部は比較的短い。クビタテヘビガイ属は螺管が細く、最後に垂直に立ち上がる。貝殻の内面が平滑で光沢があるのが本科の特徴で、殻口では貝殻の管が3層重なっているのを観察できる。原殻は2巻きで丸みがある。殻口から粘糸の網を広げるが、花のように開く鰓は持たない点で、環形動物のカンザシゴカイ類と異なる。ミミズガイ科Tenagodusやキリガイダマシ科のVermiculariaも螺管を巻くが、これらの科はカイメン中に埋もれて生息し、オニノツノガイ上科に分類される。ミミズガイ類は細い螺管の肩部に小孔列が並ぶが、本科は螺管に小孔が無い。Vermiculariaは初期の鋭い螺塔を残すが、本科は右巻きの貝が上方に巻き進む「超左巻き」の貝殻で、螺塔は見られない点で区別できる。

## 生態
温暖な海の潮間帯から水深200mの岩礁上に固着して棲み、1匹で孤立して生きるものと、多数群生するものがある。腹足を使って歩くことは無く、粘糸を広げて浮遊するものを捕獲し、粘糸ごと食べる。紐舌型の歯舌を持つが、濾過摂食者。雌雄の別はあるが、オスはペニスを持たず、粘糸を使って精包をメスに渡す。メスは貝殻の中で産卵するが、フタモチヘビガイ属では柄が無く丸い卵胞を外套腔内に抱えて育てる。オオヘビガイ属では柄が付いた卵胞を貝殻の内壁に列状に産みつけて孵化を待つ。幼生はおそらく直達型。体が大きくなるにつれてメスの比率が増加する傾向が認められる。

## 分布
種や属によって限定される場合があるが、世界中の温暖な浅海に生息する。南アフリカ西岸や南アメリカ西岸には希。

## 系統発生
ムカデガイ科の系統分岐図の一部を一例として示す。新生腹足類中の位置づけや上位の分類群はまだよく分かっていない。

## 種類
現生の主な属を以下に示す。
- Cayo Bieler, T. M. Collins, Golding & Rawlings, 2023 フロリダ、ハワイ。蓋無し[15]
- Ceraesignum Golding, Bieler, Rawlings & T. M. Collins, 2014[16] フタモチヘビガイDendropoma maximumは本属に分けられた。
- Cerithiovermetus Bandel, 2006
- Cupolaconcha Golding, Bieler, Rawlings & T. M. Collins, 2014[17]
- Dendropoma Mörch, 1861 フタモチヘビガイ属 [7]。卵嚢に柄が無く外套腔内に抱えて培養する[18]。

- Eualetes Keen, 1971

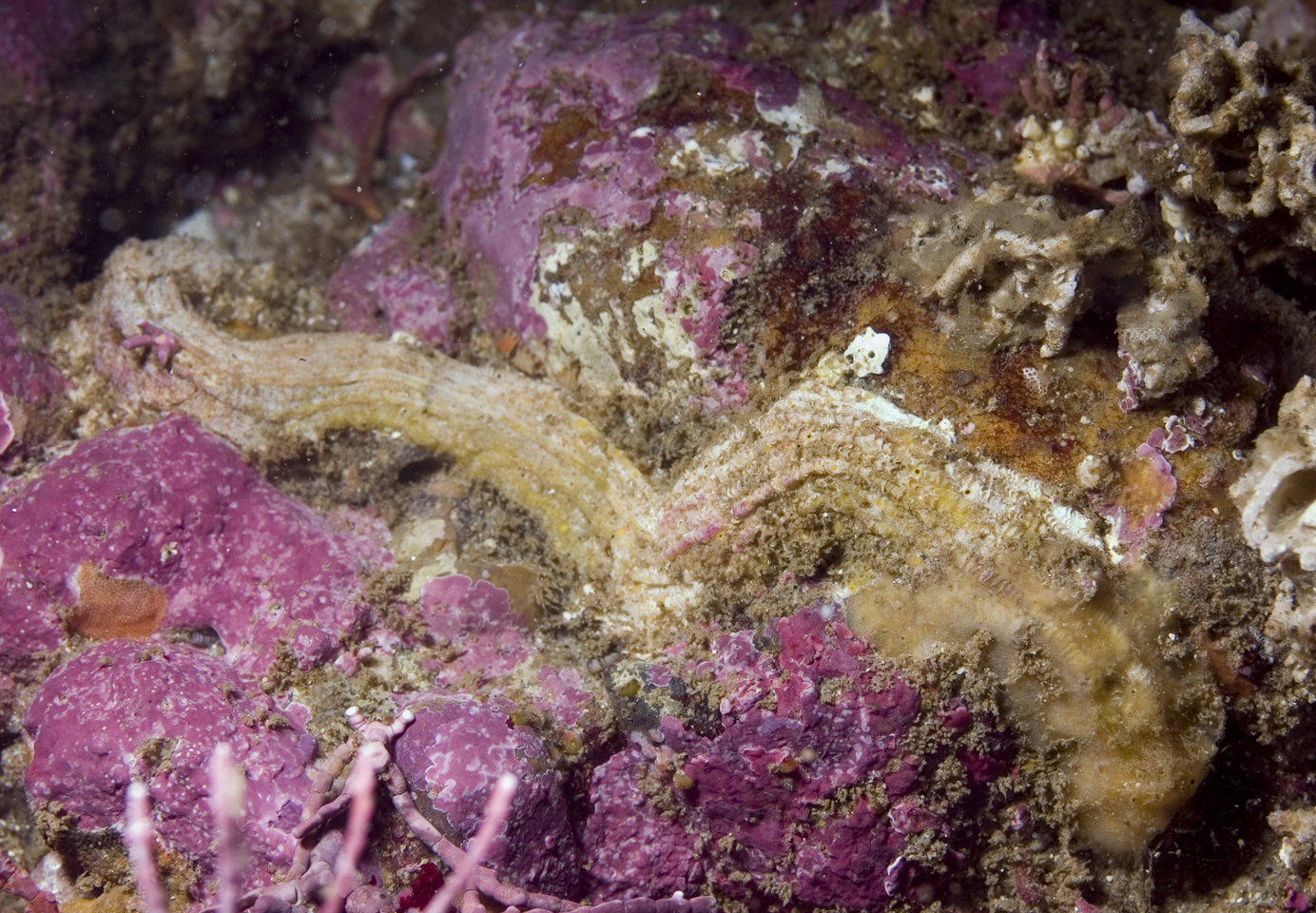
Serpulorbis squamigerus

- Novastoa Finlay, 1926[19]
- Petaloconchus H. C. Lea, 1843 ムカデガイ属[7]
- Thylacodes Guettard, 1770 (=Serpulorbis Sasso, 1827) オオヘビガイ属
- Thylaeodus Mörch, 1860
- Tripsycha Keen, 1961
- Vermetus Daudin, 1800 クビタテヘビガイ属

遺伝子解析結果等に基づき、属分類が変更されている。下表に新旧学名の例を示す。
| 和名             | 旧名の例               | WoRMS学名 (2012)                                  |
| ---------------- | ---------------------- | ------------------------------------------------- |
| オオヘビガイ     | Serpulorbis imbricatus | Thylacodes adamsii (Mörch, 1859)                  |
| オレンジヘビガイ | Serpulorbis daidai     | Thylacodes daidai (Scheuwimmer & Nishiwaki, 1982) |
| ハマカズラ       | Serpulorbis medusae    | Thylacodes medusae (Pilsbry, 1891)                |
| フタモチヘビガイ | Dendropoma maximum     | Ceraesignum maximum (G. B. Sowerby I, 1825)       |

## 人との関係
江戸時代末期の武蔵石壽と服部雪斎による『目八譜』十二巻『異形』編に『濱葛』(はまかずら)などが紹介されていて「濱葛属種多シ」と記されているが、環形動物のカンザシゴカイ類も混載されているようである。本科のオオヘビガイは身は小さいがとても美味しいので、「吸い口」と呼ばれて山口県などで食用とされることがある。